# Myristica fatua
Myristica fatua är en tvåhjärtbladig växtart. Myristica fatua ingår i släktet Myristica och familjen Myristicaceae.

## Underarter
Arten delas in i följande underarter:
- M. f. affinis
- M. f. fatua

## Bildgalleri

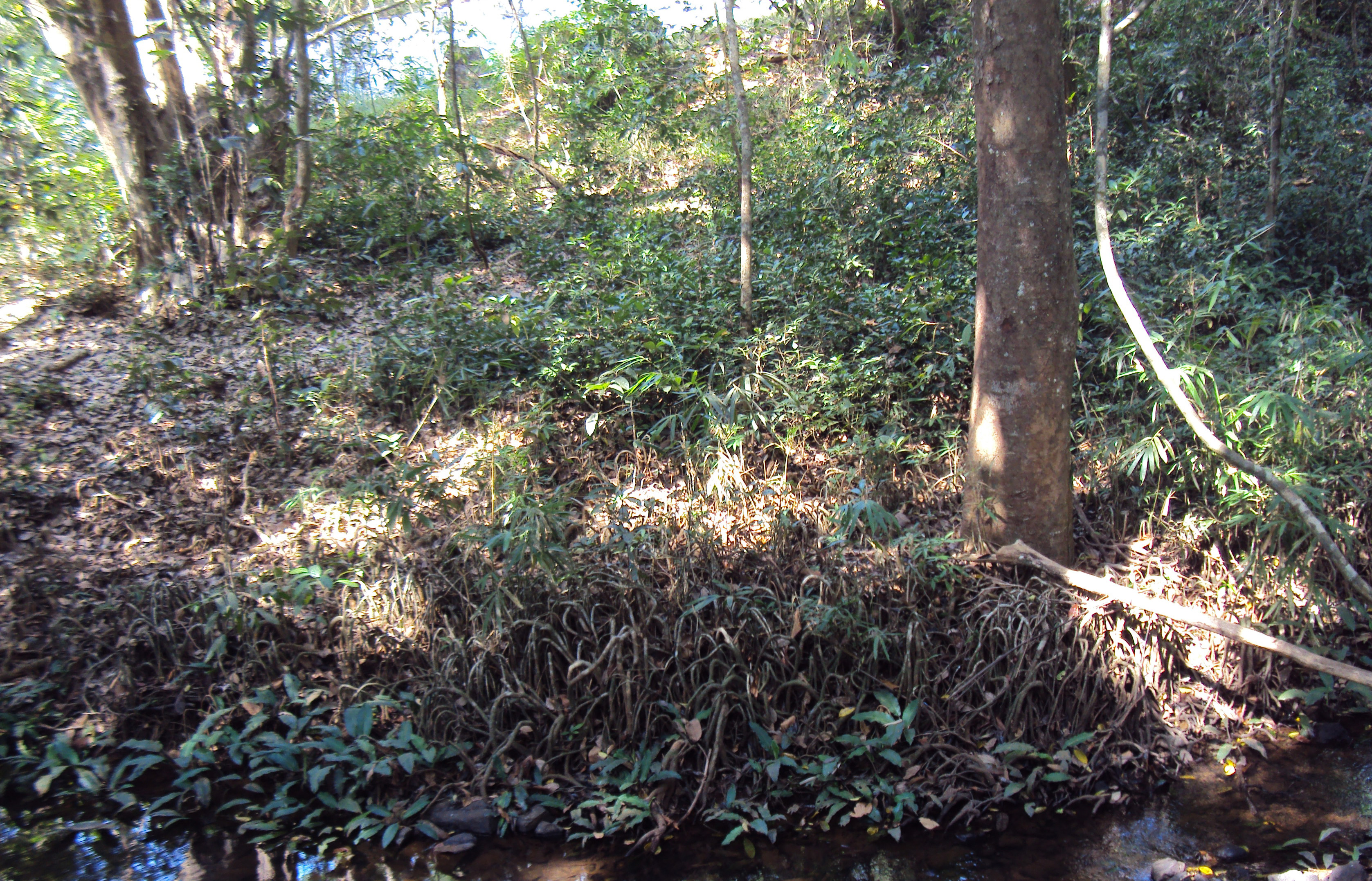
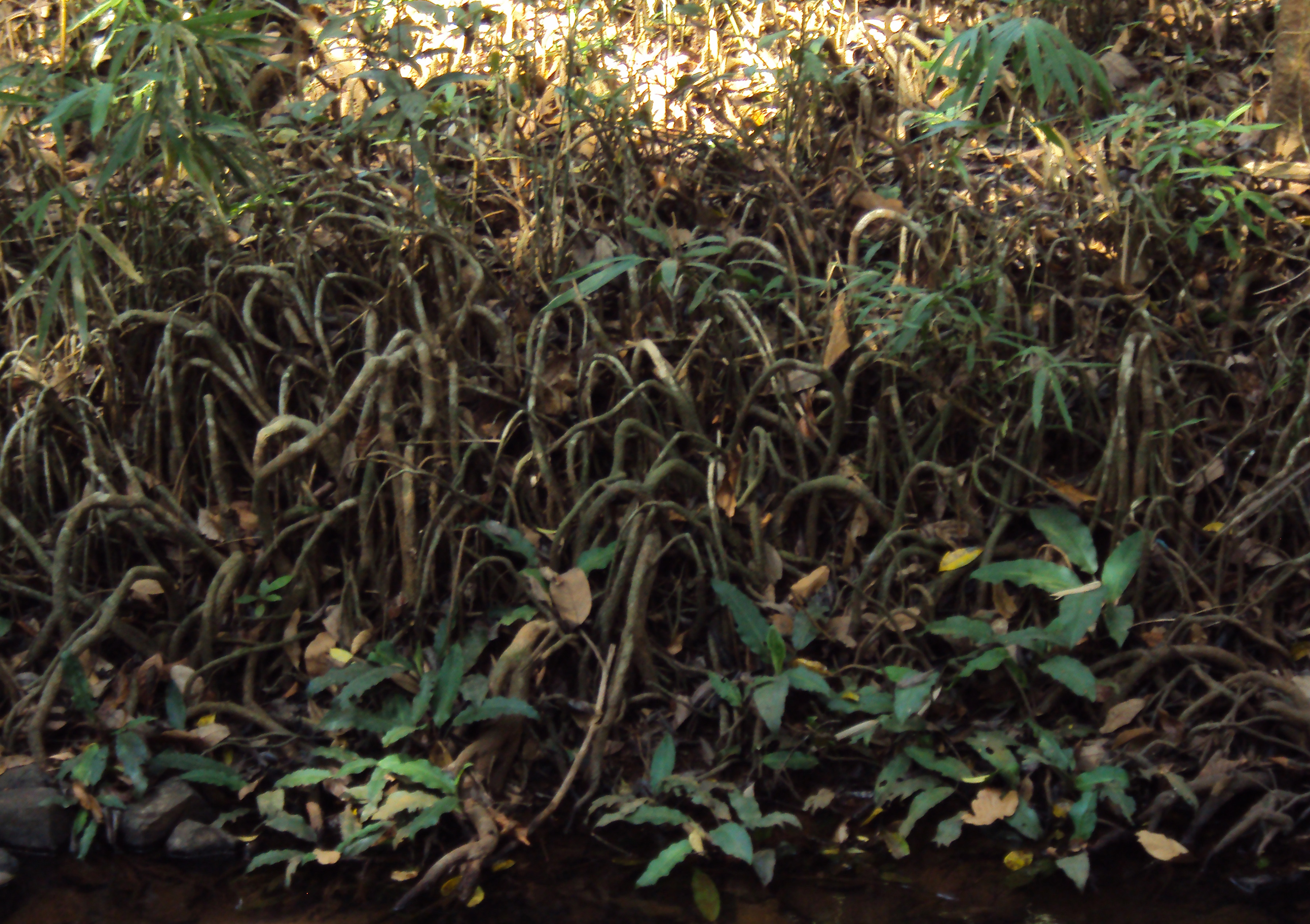
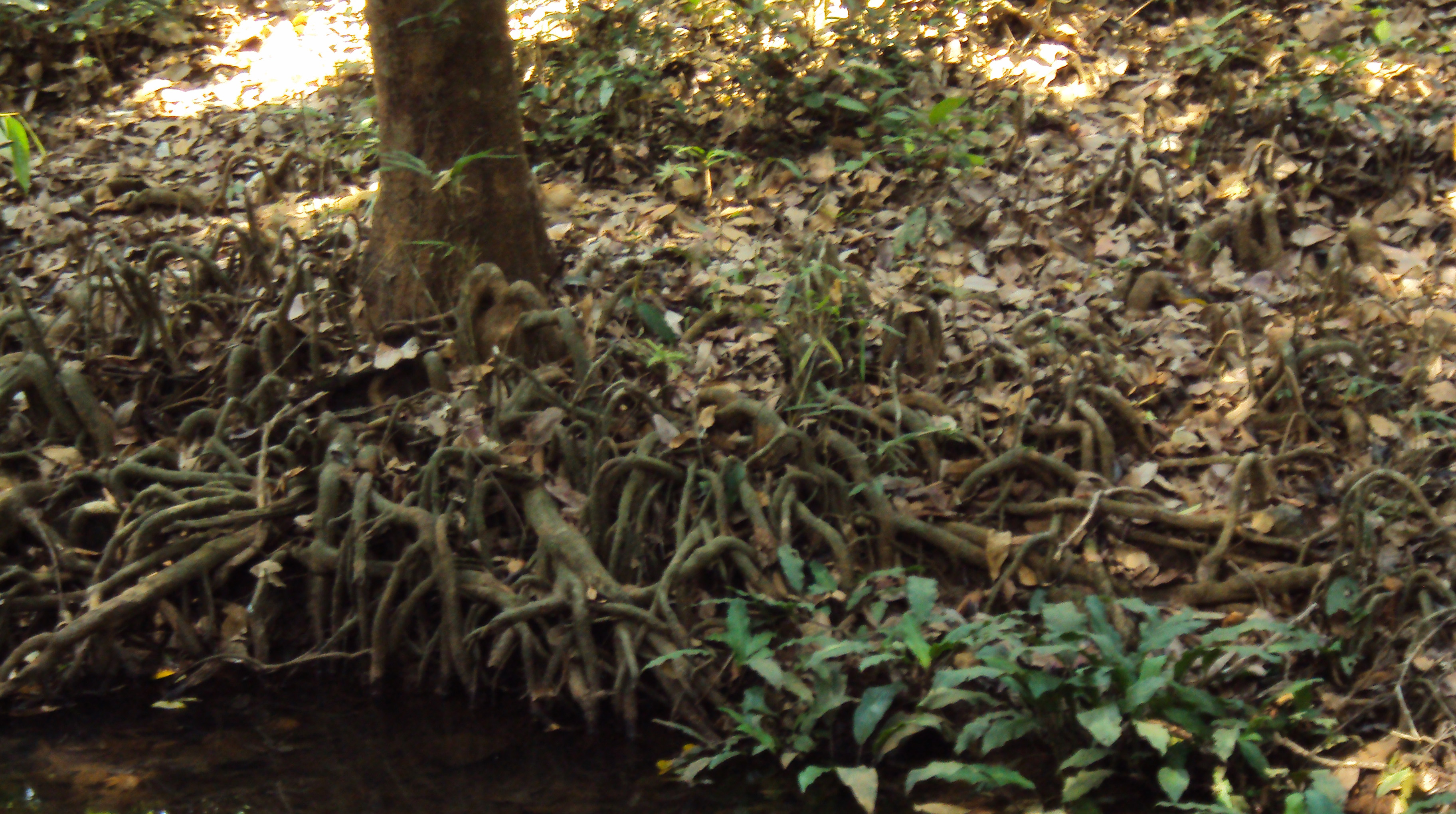
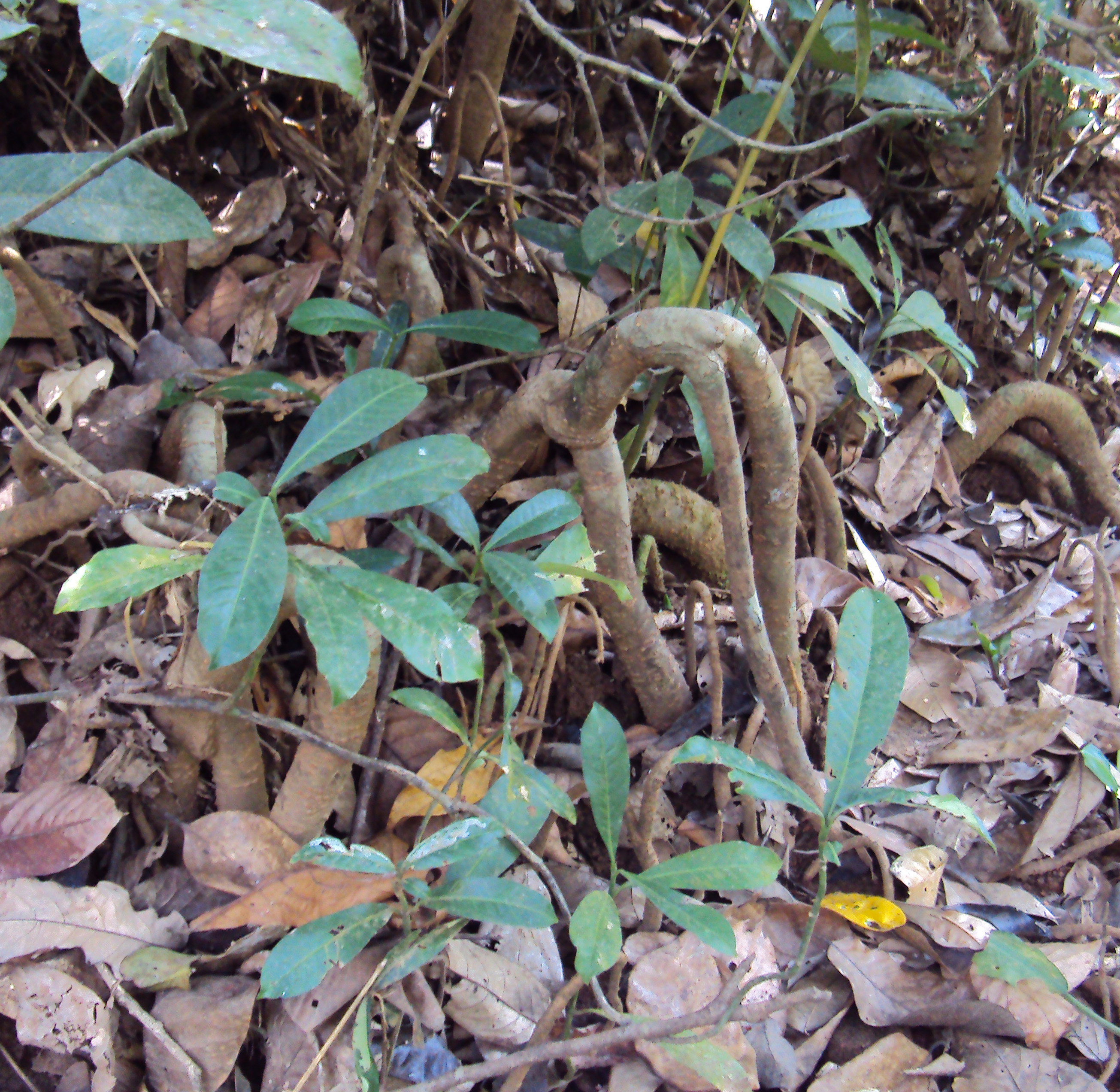
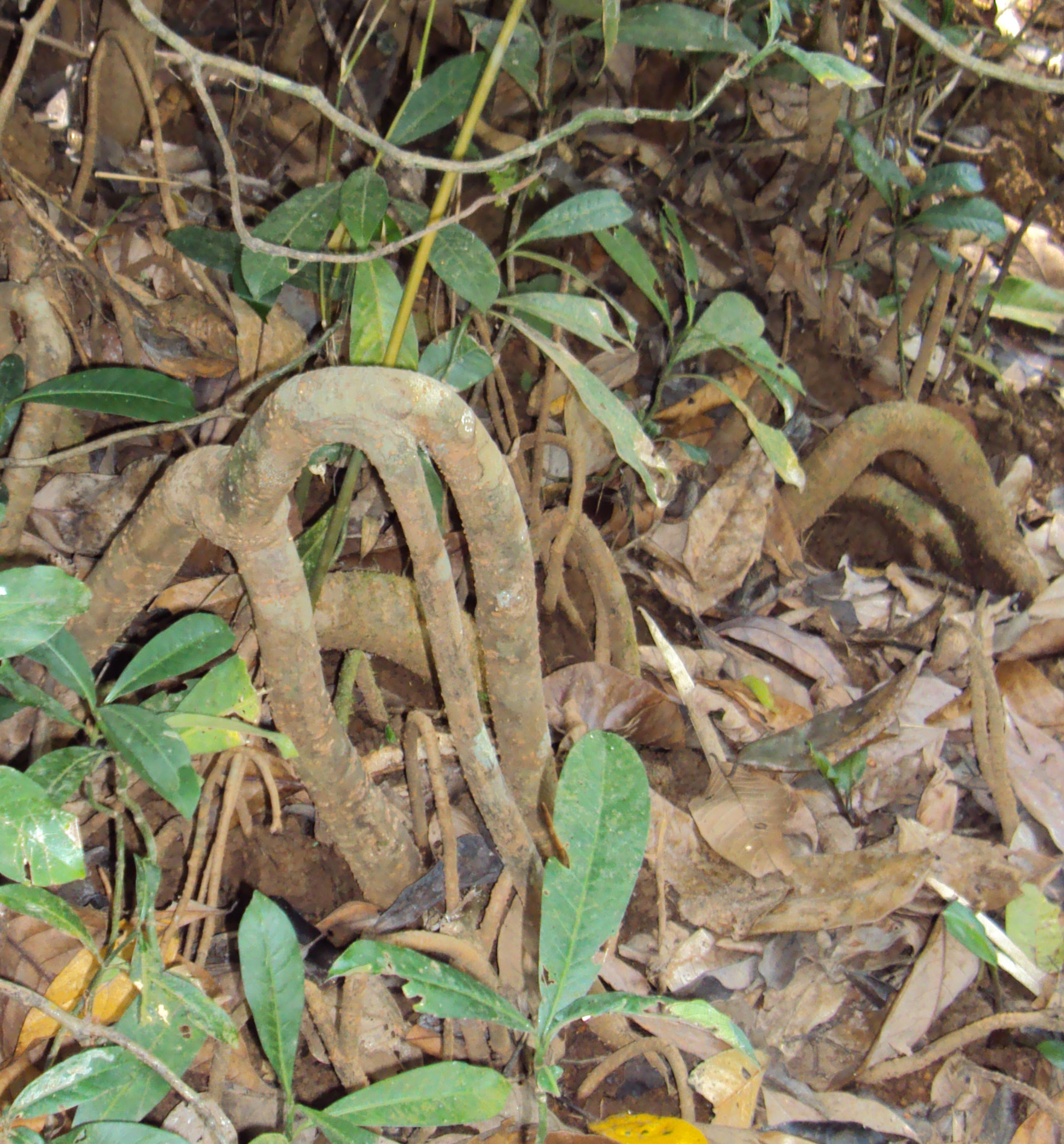
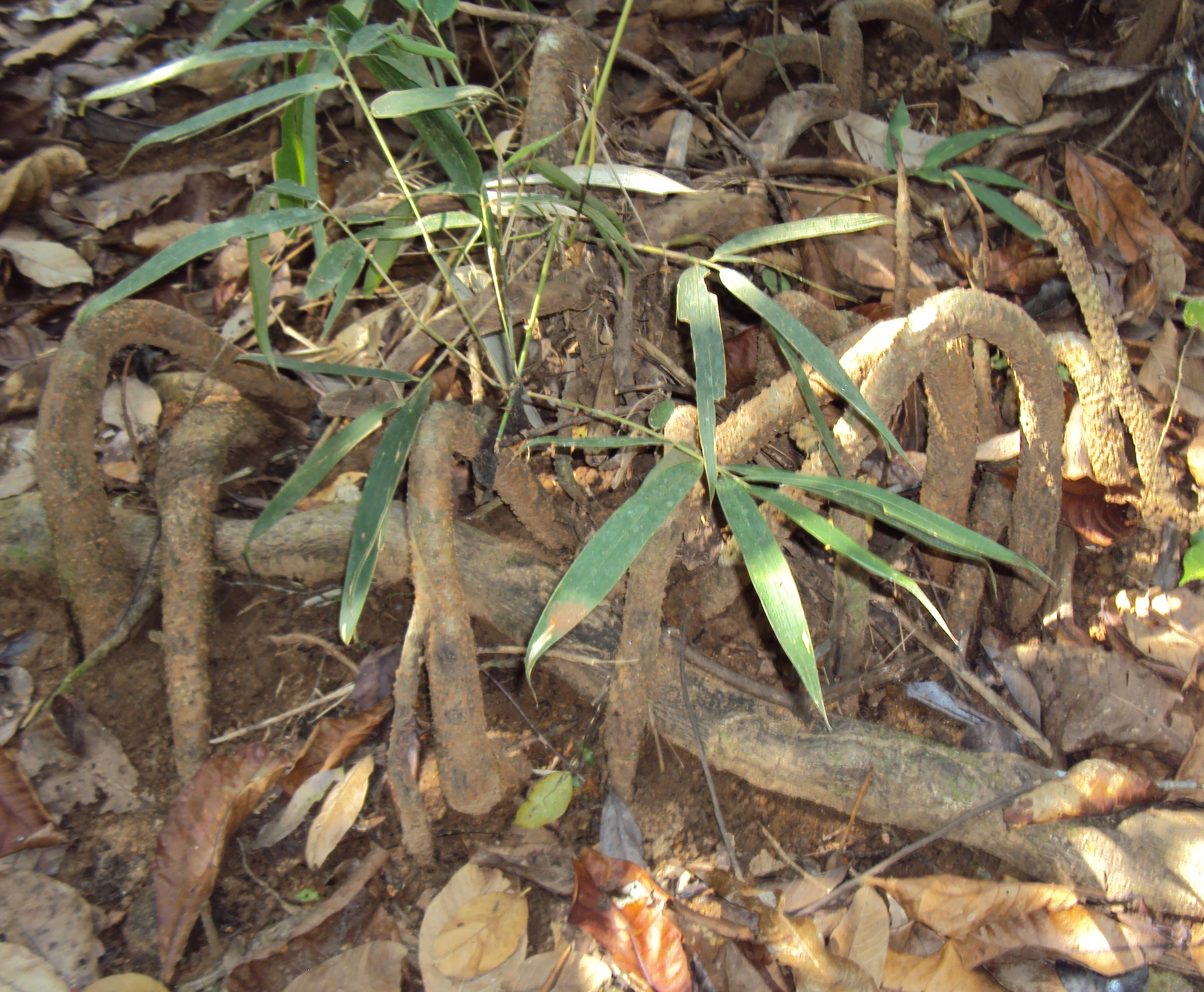